# Elezioni generali in Sudan del 2000
Le elezioni generali in Sudan del 2000 si tennero tra il 13 e il 23 dicembre per l'elezione del Presidente e il rinnovo del Parlamento.

## Risultati

### Elezioni presidenziali
- Dati in valore assoluto non disponibili.

| Candidati                       | Liste                               | Voti % |
| ------------------------------- | ----------------------------------- | ------ |
| Omar Hasan Ahmad al-Bashir      | Partito del Congresso Nazionale     | 86,5   |
| Ja'far al-Nimeyri               | Alleanza delle Forze dei Lavoratori | 9,6    |
| Malik Hussain                   | Indipendente                        | 1,6    |
| Al-Samuel Hussein Osman Mansour | Liberal Democratici                 | 1,3    |
| Mahmoud Ahmed Juna              | Indipendente                        | 1,0    |
| Totale                          | Totale                              | 100    |

### Elezioni parlamentari
| Liste                           | Seggi |
| ------------------------------- | ----- |
| Partito del Congresso Nazionale | 355   |
| Indipendenti                    | 5     |
| Totale                          | 450   |